# Wyomingi Katolikus Főiskola
A Wyomingi Katolikus Főiskola (angolul: Wyoming Catholic College, WCC) katolikus magánintézmény az Amerikai Egyesült Államok Wyoming államának Lander városában. Az ország egyetlen vallási főiskolája minden gólyától megköveteli egy 21 napos túra és egyéb szabadtéri tevékenységek teljesítését.

## Története
2003-ban David Ricken leendő püspök egy katolikus intézmény létrehozását tervezte; Robert Cook, a Cheyenne-i egyházmegye lelkészével, Robert Carlson oktatóval és John Senior egykori hallgatóval megkezdődött a munka. 2004–2005-ben Landert választották helyszínül és Carlson megírta az iskola küldetésnyilatkozatát. A 2005. július 11-én létrejött főiskola rektora Cook, oktatási dékánja Carlson lett.

### Akkreditáció
2014-ben felmerült az iskola akkreditációja; a szövetségi forrásokat visszautasították, mert aggódtak, hogy annak elfogadása befolyásolná saját szabályaikat. Honlapjukon 2023-ban szerepelt, hogy szerintük a szövetségi támogatások befolyásolnák a felvételi folyamatokat; a Wyoming Public Radión adott interjúban Kevin Roberts rektor elmondta, hogy sajátos irányelveik miatt (például az azonos neműek házasságának tiltása és a nem koedukált mellékhelyiségek) miatt külső befolyástól tartanak. Roberts emellett az Obamacare miatt beperelte az államot.
Teljes akkreditációt 2018. november 15-én kapott. A Covid19-pandémia során 1,3 milliónyi vissza nem térítendő PPP-hitelt kaptak.

### A pénzügyi igazgató kirúgása
2020-ban Paul McCown michigani politikus, az intézmény pénzügyi igazgatója megalapította a Sweetwater Spirits lepárlót, ami a pandémia alatt kézfertőtlenítők gyártására állt át. 2021-ben a Ria R Squared befektetési alaptól 15 millió dollár támogatást kapott, melynek kétharmadát névtelenül a főiskolának adományozta; emellett szövetségi támogatással kétmillió dollár PPP-hitelből részesült. 2021 júniusában McCownt, valamint a kifizetésekben játszott szerepéért a lovas képzésért felelős igazgatót is kirúgták. Ekkoriban tartott az iskola tízmilliós bővítése; Glenn Arbery rektor szerint a beruházás nem veszélyeztetheti a pénzügyi stabilitást. Az iskola szerint a belső vizsgálat lezárultával a teljes összeget visszajuttatják a befektetési alapnak, azonban 2021. december 6-án a Ria R Squared beperelte őket, mivel közel 240 ezer dollárt nem fizettek vissza; az intézmény szerint erre nem is fog sor kerülni.

### Rektorok
- Robert Cook (2007–2013)
- Kevin Roberts (2013–2016)
- Glenn Arbery (2016–2023)
- Kyle Washut (2024–)

## Campusok
A Sziklás-hegységben elhelyezkedő campus Lander több városrészében terül el.

### Belvárosi campus
- Baldwin épület (porta, irodák, tantermek, közösségi tér, kávézó)
- Orchard épület (irodák, tantermek, könyvtár)
- Augur épület (tantermek, tanulószoba, közösségi tér, könyvtár)[19]
- Szent József épület (szabadtéri oktatási tanszék)
- Szeplőtelen Fogantatás Imaháza (kápolna)
- Frassati épület (étkező)

### Szent Rózsafüzér-templom
A katolikus egyházmegye által fenntartott Szent Rózsafüzér-templomban rendezvényeket (például diplomaosztó) tartanak, emellett korábban tantermek is voltak itt. Mellette kollégiumok találhatóak.

### Egyéb helyszínek
A városon kívül található a lovas képzés helyszínéül szolgáló istálló, Lander északkeleti határán pedig a Holiday Lodge Hotelből átalakított kollégium.

## Oktatás

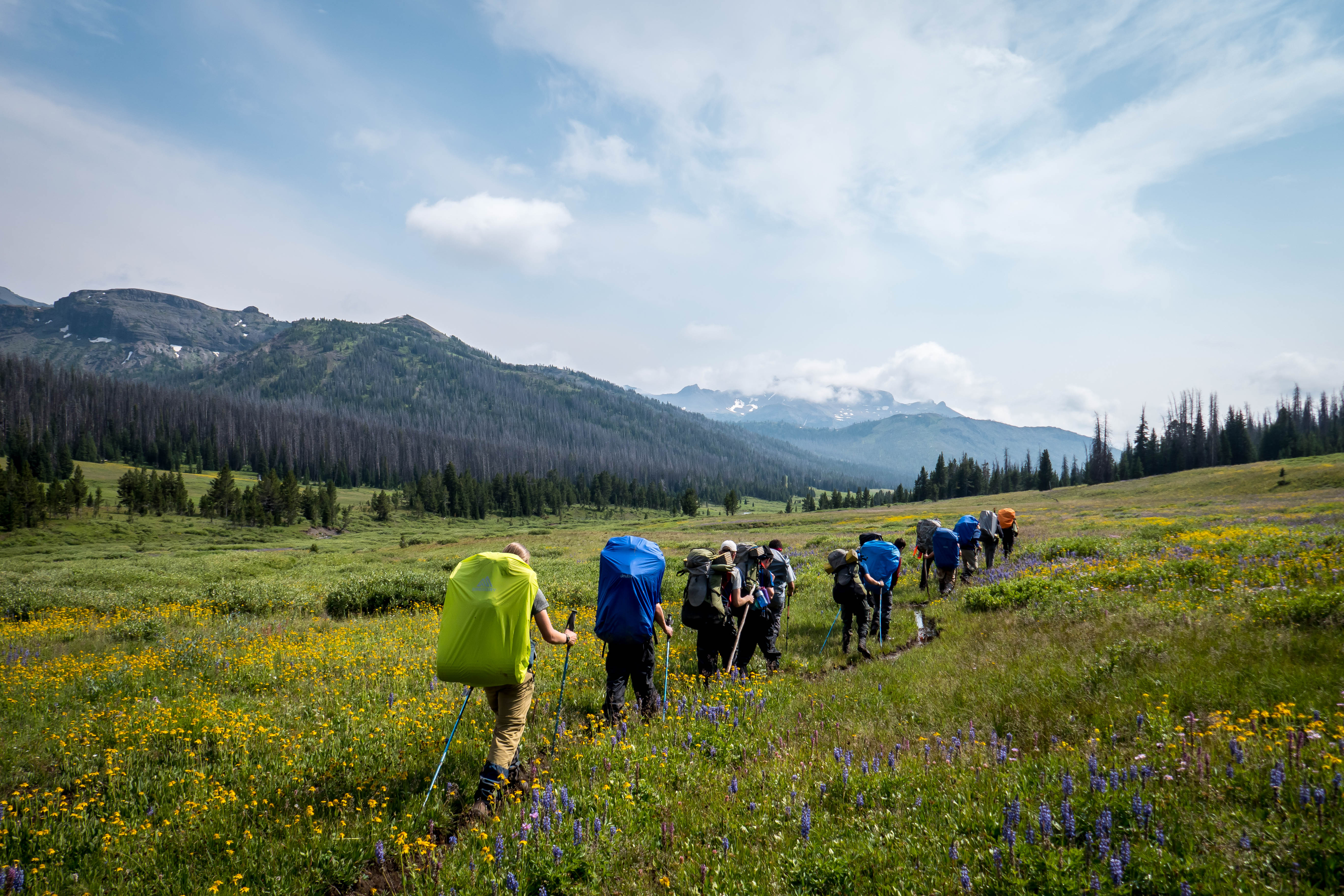
Túra a Teton-hegységben

Mivel a klasszikus könyvekre épülő oktatást folytat, szakosodásra nincs lehetőség, mindenki bölcsészettudományi BA-fokozatot szerezhet. 2021 őszén 190 hallgatója volt. 2016 tavaszától az országban másodikként a SAT és az ACT mellett a Classic Learning Test felvételi vizsgát is elfogadja. Szerepel a The Newman Guide to Choosing a Catholic College ajánlóban, valamint az American Council of Trustees and Alumni A fokozattal értékelte.
A Felsőoktatási Bizottság akkreditálta. Kurzusai a hét szabad művészet mellett a vezetői tanulmányokat érintik.

### Szabadtéri kurzusok
Az Outdoor Leadership Program keretében a gólyák képzésük elején három hetes túrán vesznek részt a Sziklás-hegységben, majd a további szemeszterek őszi és tavaszi féléveiben 2-2 hetet töltenek szabadtéri sporttal (például hegyi kerékpározás, kajak-kenu, sziklamászás vagy vadvízi evezés), emellett a lovas intézet kurzusait is hallgatják. Minden tanuló vadonbeli elsősegélynyújtói tanúsítványt kap, és okleveles elsősegélynyújtói képzésben is részt vehetnek.
A COR Expeditions program keretében további nyitott kurzusok indulnak.

## Pénzügyek
A 2020-as pénzügyi évben bevételük 10 070 665 $ (ebből 3 231 669 $ adomány), kiadásuk 9 934 076 $ volt.

## Hallgatói élet

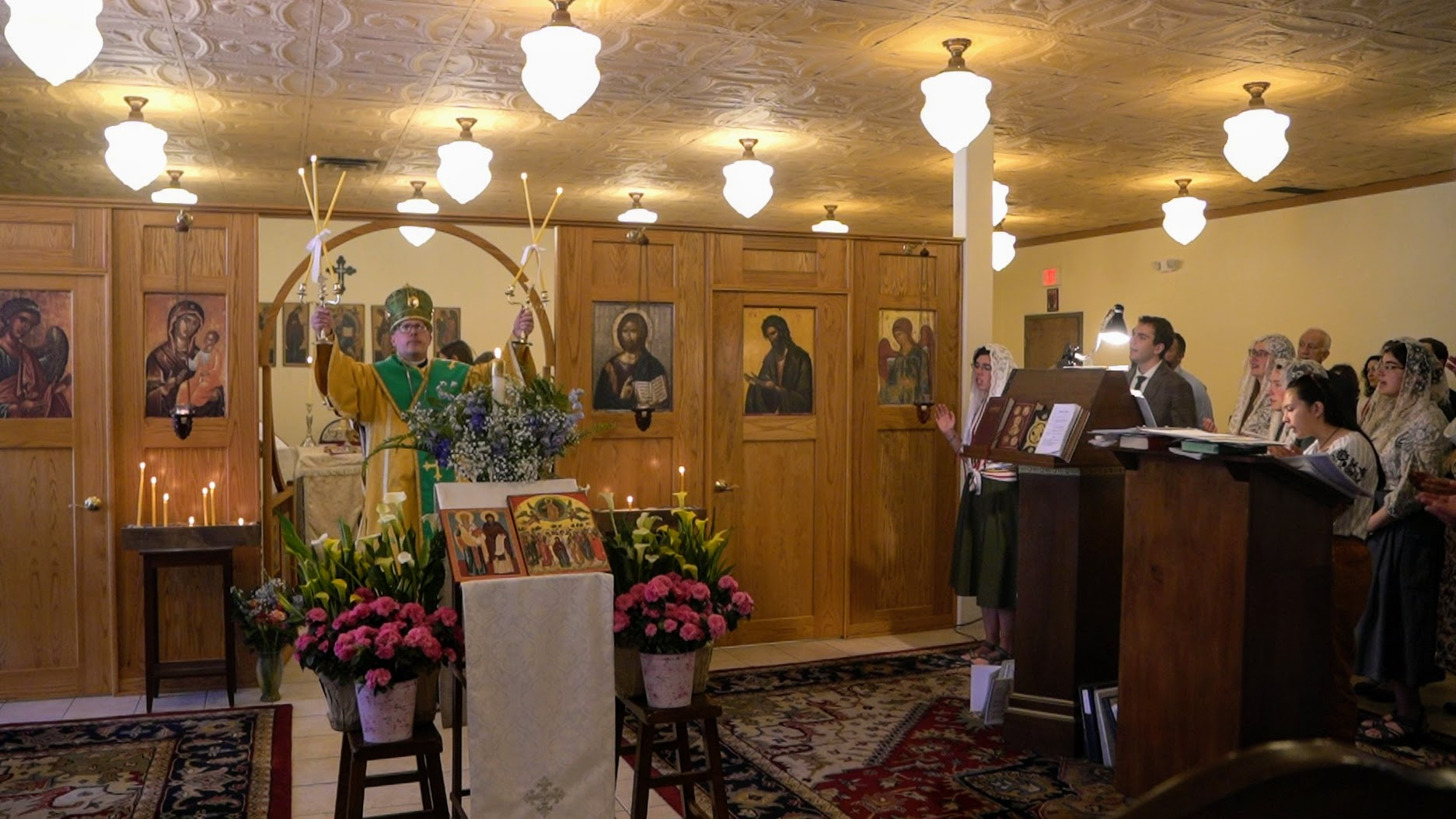
Görögkatolikus mise

Az első, 2007-es évfolyamra 34-en, míg a 2021-esre 68-an iratkoztak be. Ugyan a hallgatók többsége amerikai, messzebbi országokból (például Írország, Malawi és Ukrajna) is érkeznek tanulók.

### Műszaki korlátozások
A campuson és a kollégiumokban tiltott a televízió használata, az interneten pedig csak a belső levelezés és az oktatástámogató felületek érhetők el. Az okostelefonokat az intézménybe lépve beszedik; ezt 2019 őszén a vezetékes ellátás akadozása miatt felfüggesztették. A vitákat kiváltó szabályokról oktatók és hallgatók is elismerően nyilatkoztak; az intézmény szerint céljuk a közösségépítés és a stresszcsökkentés.

### Cowboys for Life
A Students for Life of America tagszervezeteként a Cowboys for Life rendszeresen szervez abortuszellenes eseményeket. A hallgatók részt vettek a 2020-as Élet menetén, valamint a „40 nap az életért” békés demonstráción is.

### Vallás
Az intézmény a római (tridenti mise és VI. Pál miséje), valamint a görögkatolikus (Aranyszájú Szent János liturgiája) rend szerint is misézik. 2024 tavaszán itt állították fel a világ ötödik „Mária, az üldözött keresztények anyja” szentélyét, amit Benedict Kiely, a közel-keleti üldözött keresztények szószólója avatott fel.

### Alkoholtilalom és öltözködés
Az intézmény területén alkoholtilalom van érvényben, emellett a kollégiumokban tiltják a különböző nemű hallgatók egymás látogatását és a házasságon kívüli szexet. A szemináriumokon is előírják az elvárt öltözéket.

## Kultúra
Az intézmény inspirálta a Glenn Arbery egykori rektor fia, Will Albery által 2019-ben írt, Pulitzer-díjra jelölt Heroes of the Fourth Turning című drámát.

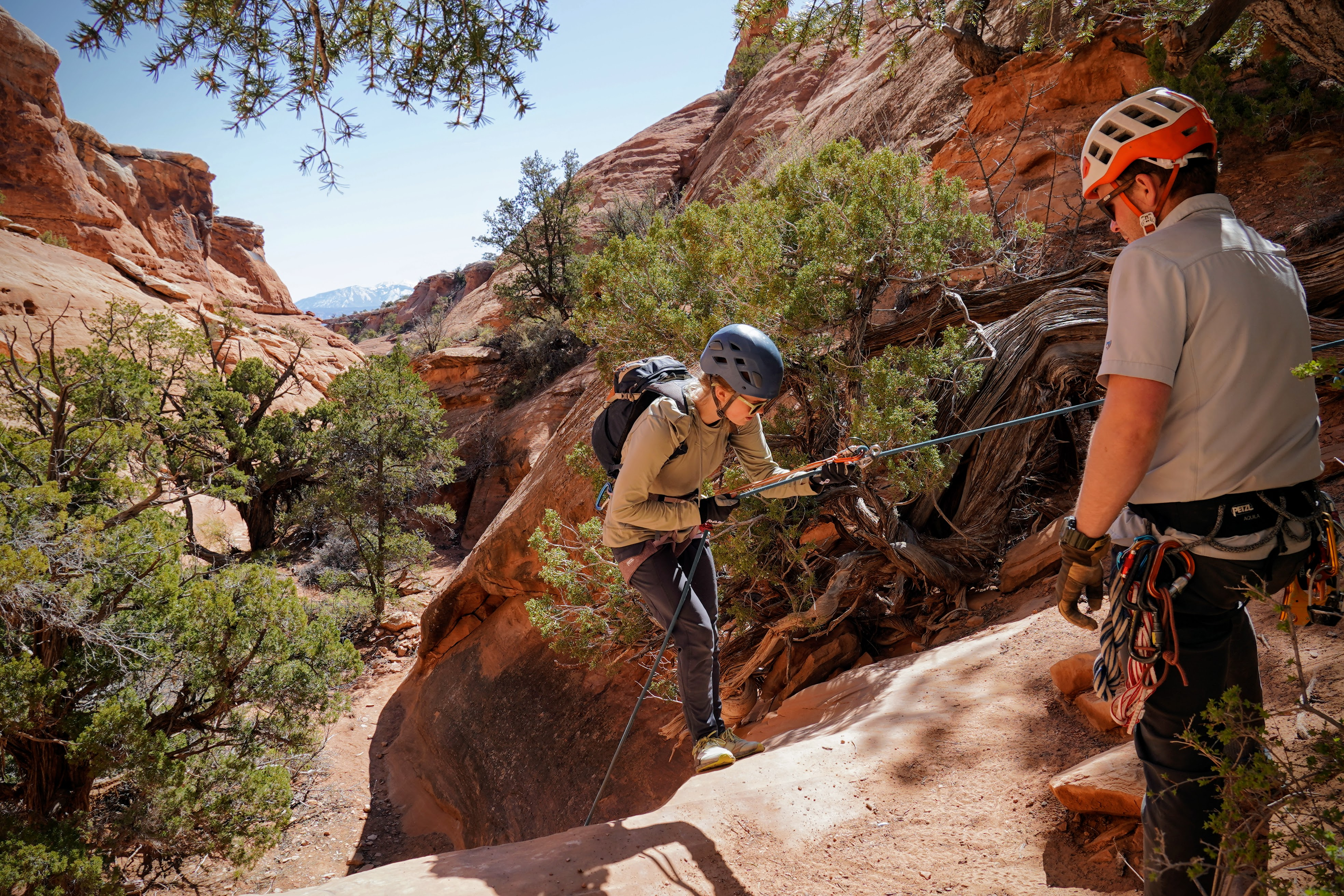
Hegymászás
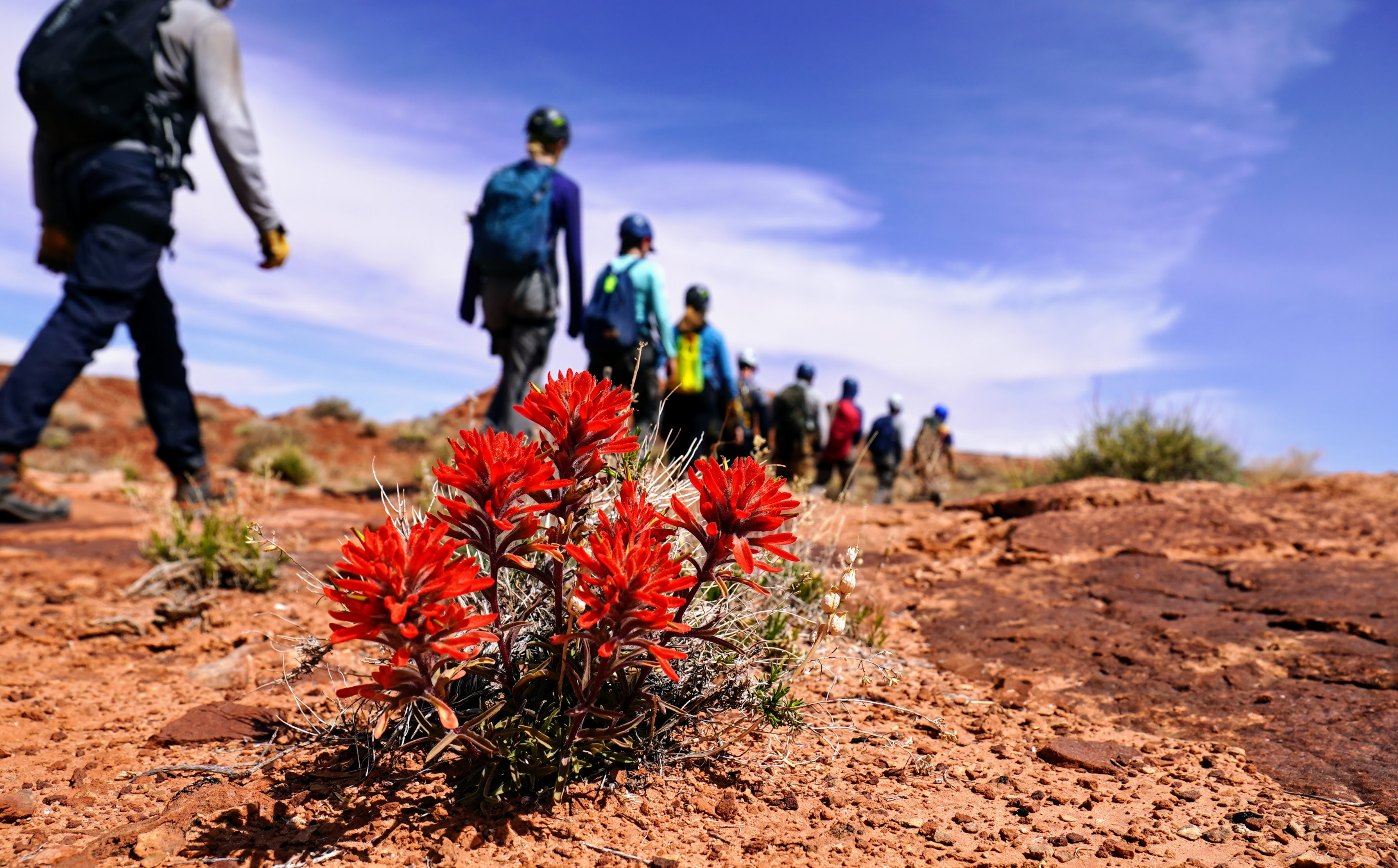
Túra
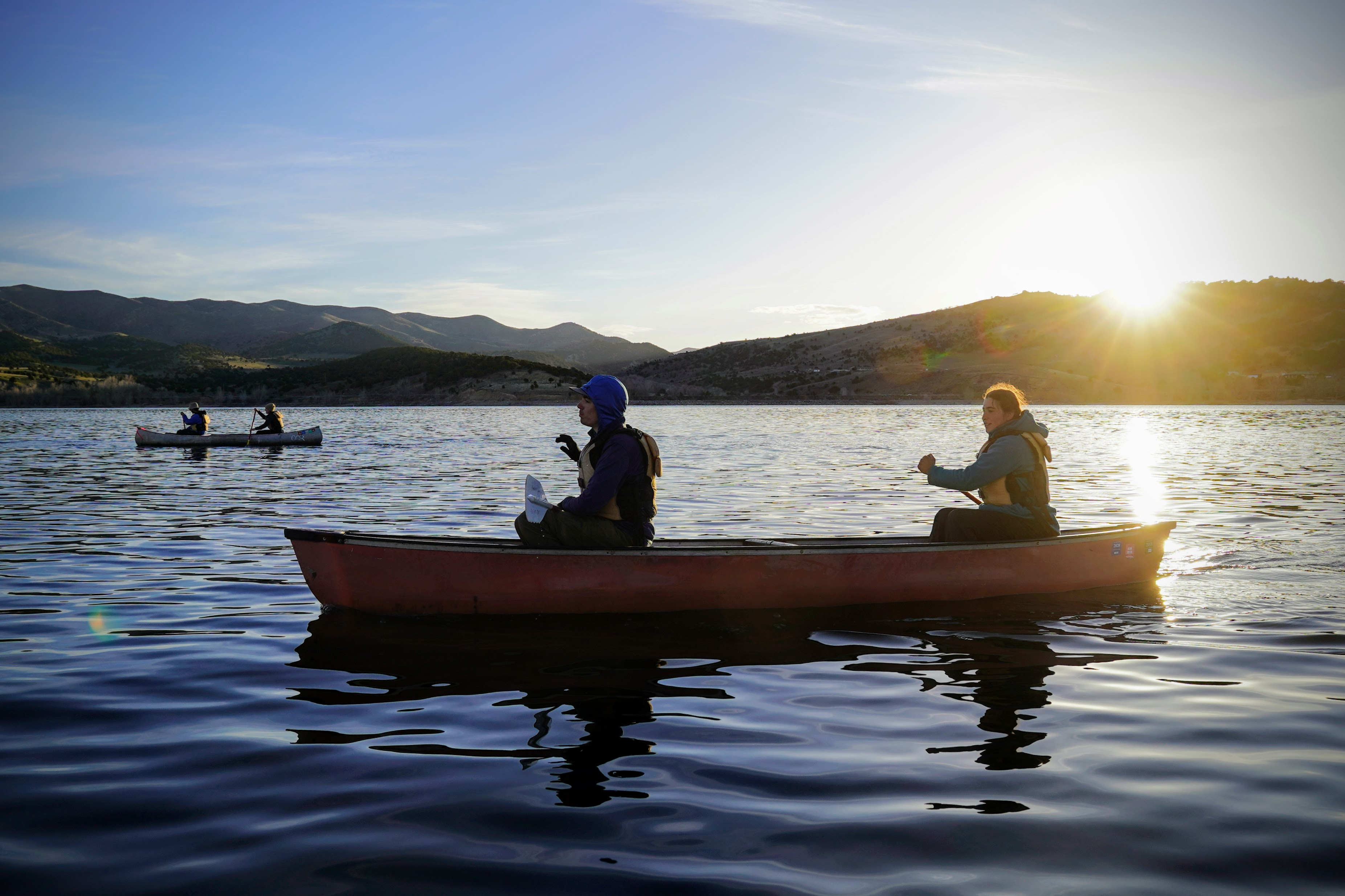
Kenuzás
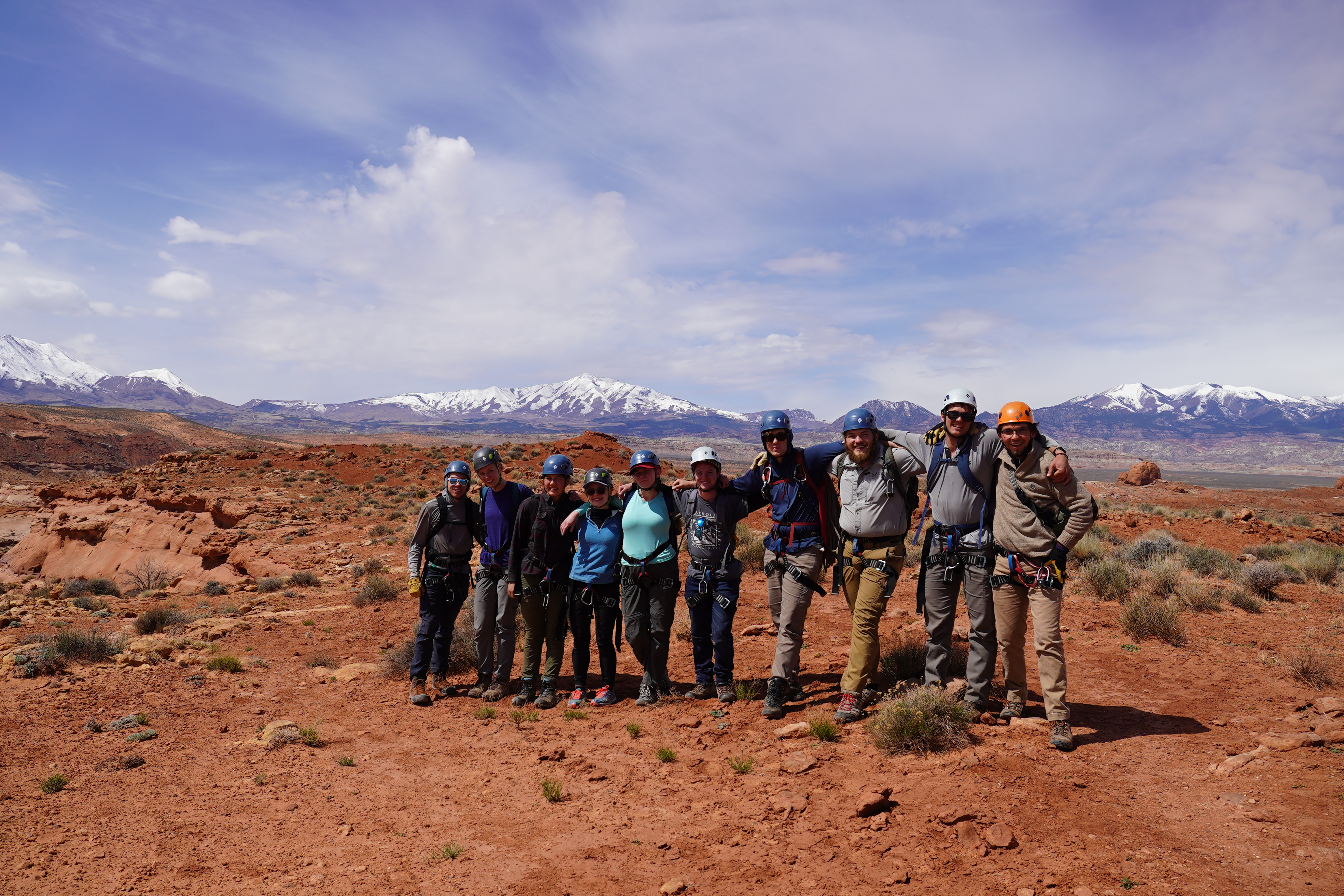
Túra
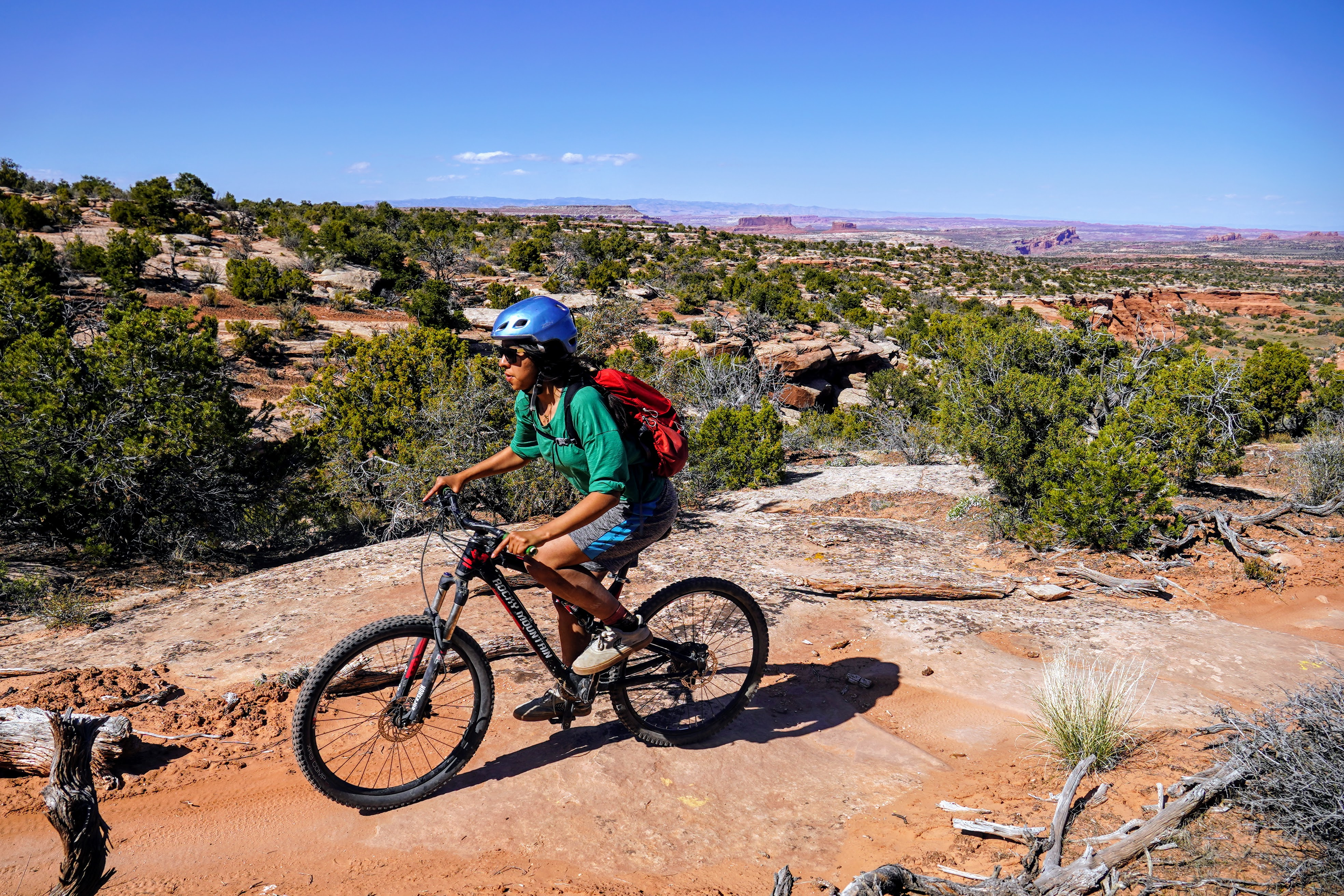
Hegyi kerékpározás

## Nevezetes személy
- Peter Kwasniewski, író és zeneszerző, az intézmény egykori oktatója[41]

## Fordítás
- Ez a szócikk részben vagy egészben  a   Wyoming Catholic College című angol Wikipédia-szócikk ezen változatának fordításán alapul.  Az eredeti cikk szerkesztőit annak laptörténete sorolja fel. Ez a jelzés csupán a megfogalmazás eredetét és a szerzői jogokat jelzi, nem szolgál a cikkben szereplő információk forrásmegjelöléseként.